# لیسا نواک
لیسا ماری نواک (به انگلیسی: Lisa Marie Nowak) فضانورد و افسر نیروی دریایی آمریکاییست.
خانم نواک متولد ۱۹۶۳ شهر واشینگتن دی سی بوده و کارشناسی ارشد خود را در رشته مهندسی هوا-فضا از مدرسه عالی نیروی دریایی در کالیفرنیا دریافت نموده‌است.
وی در جریان رقابتی عاشقانه بر سر تصاحب ویلیام اوفلین (خلبان مأموریت STS-116) دستگیر، به اتهام اقدام به آدم‌ربایی و قتل محکوم و از ناسا اخراج گردید.
وی در مأموریت STS-121 شرکت نموده و کاپیتان نیروی دریایی ایالات متحده آمریکا است.

## اتهام مصرف نوشیدنی الکلی
در سال ۲۰۰۷ پس از بازداشت لیسا نواک به اتهام تلاش برای آدم‌ربایی و ضرب و شتم، هیأتی به بررسی وضعیت بهداشتی و روانی فضانوردان پرداخت این هیئت در گزارش خود اعلام کرد که برخی فضانوردان حداقل در دو مورد علی‌رغم بالا بودن میزان الکل در بدنشان اجازه پرواز یافتند. ولی مدیر امور ایمنی ناسا ضمن رد این گزارش اعلام کرد که علی‌رغم بررسی بیش از ۴۰ هزار گزارش رسمی از مشکلات پرواز طی ۲۳ سال، هیچ شاهدی که موید ادعای مست بودن فضانوردان باشد نیافته‌است.